# Oddział Polskiego Towarzystwa Ludoznawczego w Łodzi
Oddział Polskiego Towarzystwa Ludoznawczego w Łodzi – oddział łódzki Polskiego Towarzystwa Ludoznawczego istniejący od 1950.

## Historia

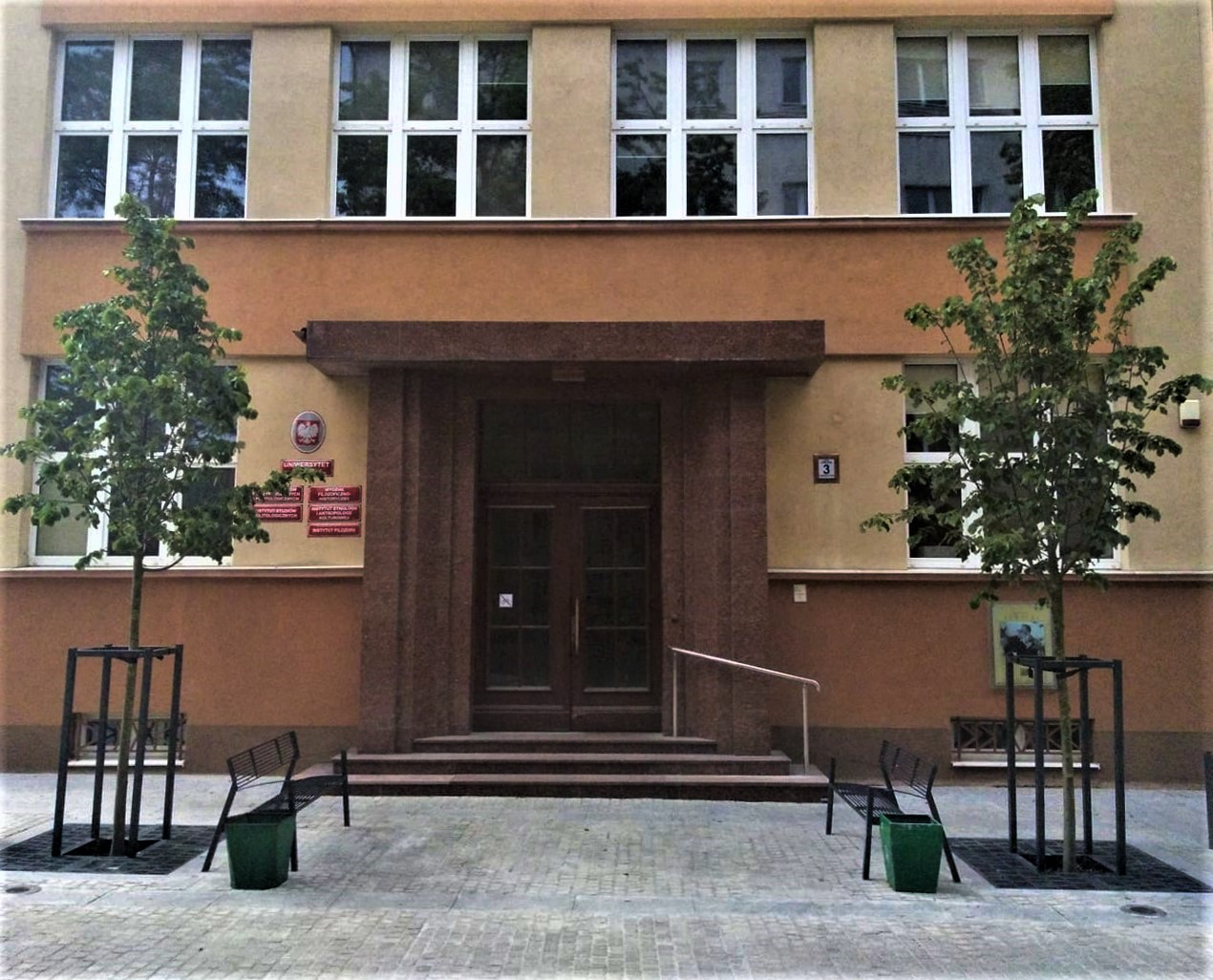
Budynek przy ulicy ul. Lindleya 3/5. w Łodzi – mieści się w nim łódzki oddział Polskiego Towarzystwa Ludoznawczego

Inicjatorką założenia oddziału była prof. dr Kazimiera Zawistowicz-Adamska. W pierwszych latach działalności oddział prowadził badania naukowe, które wiązały się przede wszystkim z regionem łódzkim oraz pracami przy tworzeniu Polskiego Atlasu Etnograficznego. Badania atlasowe prowadzono najpierw na zlecenie Zarządu Głównego PTL, a następnie Instytutu Historii Kultury Materialnej PAN. Podejmowane były poszukiwania archiwalne z zakresu tzw. etnografii historycznej prowadzone pod kierunkiem prof. dr. hab. Bohdana Baranowskiego dotyczące kultury materialnej, sztuki, ruchów społecznych, życia rodzinnego, lecznictwa, wierzeń i czarów w regionie środkowopolskim. Od 1959 ukazują się „Łódzkie Studia Etnograficzne”, rocznik oddziału łódzkiego PTL. Pierwszymi redaktorami czasopisma byli Kazimiera Zawistowicz-Adamska i Bohdan Baranowski. W 1974 oddział podjął akcję badawczą rejestrującą stan kultury ludowej na terenach Bełchatowskiego Okręgu Górniczo-Energetycznego. Również w 1974 roku rozpoczął badania wśród Kaszubów Bytowskich, które dotyczyły kształtowania się świadomości narodowej. Łódzki oddział prowadził także badania w Opoczyńskiem i Sieradzkiem.
Działalność oddziału wpisuje się w zadania Polskiego Towarzystwa Ludoznawczego, którymi są: dokumentacja, rozwijanie i popularyzacja wiedzy o kulturze; upowszechnianie idei tolerancji i edukacji międzykulturowej; kontynuacja osiągnięcia ludoznawców, etnografów i folklorystów; rozwijanie wiedzy z zakresu etnologii i antropologii kulturowej.
Oddział prowadzi badania naukowe, organizuje zebrania, konferencje, odczyty, szkolenia, wycieczki. Integruje łódzkie środowiska zainteresowane problematyką etnograficzną oraz antropologiczną. Członkami, współpracownikami i sympatykami oddziału są przede wszystkim absolwenci oraz byli i obecni pracownicy Instytutu Etnologii i Antropologii Kulturowej Uniwersytetu Łódzkiego, pracownicy Ośrodka Regionalnego działającego przy Łódzkim Domu Kultury, pracownicy Muzeum Archeologicznego i Etnograficznego w Łodzi, a także przedstawiciele innych dyscyplin naukowych (np. historycy, archeolodzy).
Siedziba oddziału znajduje się w budynku Instytutu Etnologii i Antropologii Kulturowej Uniwersytetu Łódzkiego, ul. Lindleya 3/5.

## Prezesi i prezeski sekcji
- Kazimiera Zawistowicz-Adamska (1950–1968)
- prof. dr hab. Jadwiga Kucharska (1968–1979)
- Zofia Neymanowa (1979–1982)
- prof. dr hab. Bronisława Kopczyńska-Jaworska (1982–1999)
- prof. Anna Nadolska-Styczyńska (1999–2011)[3]
- dr Damian Kasprzyk (2011–)[4]

## Działalność sekcji

### Konkurs Folkloru Robotniczej Łodzi
W 1972 Oddział PTL w Łodzi zorganizował Konkurs Folkloru Robotniczej Łodzi. Pierwsza część konkursu dotyczyła wiedzy o zwyczajach dorocznych, usypiania i zabawiania dzieci, weselach, grach, zabawach i pieśniach. Wzięło w niej udział 71 osób. Zostało zebranych 61 prac opisowych i 370 pieśni. Druga akcja odbyła się w Łódzkim Domu Kultury i była przeglądem tańca, muzyki, pieśni i poezji amatorskiej. Zgłosiło się do niej 15 zespołów, 4 solowych muzykantów, 30 pieśniarzy i 25 poetów amatorskich. Materiały konkursowe zostały złożone w archiwach PTL, Katedry Etnografii Uniwersytetu Łódzkiego i Muzeum Archeologicznego i Etnograficznego w Łodzi.

### Koło Miłośników Folkloru Robotniczej Łodzi
W 1974 uczestniczący w Konkursie Folkloru Robotniczej Łodzi utworzyli Koło Miłośników Robotniczej Łodzi. Siedzibą stał się Dom Kultury „Lodex”. Działalność koła koncentrowała się na zbieraniu i gromadzeniu wspomnień związanych z życiem łódzkich rodzin robotniczych. Dołączali do niego etnografowie, historycy, poeci, robotnicy, nauczyciele, muzycy oraz pasjonaci robotniczej Łodzi. Opiekunami i mecenasami koła byli: Kazimiera Zawistowicz-Adamska, Bronisława Kopczyńska-Jaworska, dr Jan Piotr Dekowski i mgr Antoni Paszewski. W 1984 z okazji dziesięciolecia koła została zorganizowana jubileuszowa wystawa „Robotnicza Łódź i jej kronikarze”. Koło zostało zlikwidowane w latach 80. XX wieku.

### Zjazdy i konferencje
- 52 Walne Zgromadzenie Delegatów Polskiego Towarzystwa Ludoznawczego, 12–13 września 1973, Łódź; sesja naukowa Etnografia ośrodka przemysłowego oraz uroczystość jubileuszu pięćdziesięciolecia pracy naukowej Kazimiery Zawistowicz-Adamskiej[3];
- konferencja naukowa pod hasłem Aktualne problemy polskiej etnografii, 24–26 marca 1983, Łódź, współorganizatorzy: Komitet Nauk Etnologicznych PAN i Katedra Etnografii UŁ[8];
- 70 Walne Zgromadzenie Delegatów PTL, 29 września 1994, Łódź[9];
- konferencja polsko-słoweńska pod hasłem O korzyściach płynących z etnografii, 14–18 września 1995, Konopnica, współorganizator: Katedra Etnologii UŁ[10];
- 80 Walne Zgromadzenie PTL, 23 września 2004, Łódź, sesja naukowa pod hasłem Kultury wobec globalizacji. Problematyka unifikacji kulturowej w zainteresowaniach polskiej humanistyki[11];
- 94 Walne Zgromadzenie Delegatów PTL, 20–21 września 2018, Łódź, konferencja naukowa pod hasłem Etnografie współczesności. Obszary, metody, perspektywy[12].